# Excentricitate orbitală

Exemplu

În astronomie, excentricitatea orbitală este o măsură a abaterii (deformării) orbitei eliptice a unei planete sau unui satelit de la forma perfect circulară. Pentru o orbită perfect circulară excentricitatea este zero; orbitele eliptice au excentricități între zero și unu. 
In anul 1601 Johannes Kepler a determinat că orbitele planetelor au formă eliptică, și nu formă circulară, așa cum se crezuse până atunci.

## Definire
Excentricitatea este definită strict pentru toate orbitele circulare, eliptice, parabolice și hiperbolice și poate avea următoarele valori:
- pentru orbitele circulare: {\displaystyle e=0\,\!},
- pentru orbitele eliptice: {\displaystyle 0<e<1\,\!},
- pentru traiectorii parabolice: {\displaystyle e=1\,\!},
- pentru traiectorii hiperbolice: {\displaystyle e>1\,\!}.

## Expresia matematică
Excentricitatea  unei orbite se calculează ca modulul vectorului excentricității:
{\displaystyle e=\left|\mathbf {e} \right|}
unde:
- {\displaystyle \mathbf {e} \,\!} este vectorul excentricității.

Pentru orbite eliptice poate fi calculată din distanța de la periapsis la apoapsis:
{\displaystyle e={{d_{a}-d_{p}} \over {d_{a}+d_{p}}}=1-{\frac {2}{{\frac {d_{a}}{d_{p}}}+1}}={\frac {2}{{\frac {d_{p}}{d_{a}}}+1}}-1}
unde:
- {\displaystyle d_{p}\,\!} este distanța până la periapsis,
- {\displaystyle d_{a}\,\!} este distanța până la apoapsis.

## Exemple

De exemplu, excentricitatea orbitei Pământului este astăzi 0.0167. De-a lungul timpului excentricitatea orbitei Pământului se modifică încet de la aproape 0 până la 0.05 din cauza atracției gravitaționale dintre planete (vezi și  Arhivat în 6 ianuarie 2018, la Wayback Machine.).
Alte valori: Pluto 0.2488, Mercur 0.2056, Luna 0.0554.
Pentru valorile excentricității celorlalte planete vezi și Lista planetelor sistemului solar.

## Vezi si
Elipsă